# محمد صلاح (مربی فوتبال)
محمد صلاح (عربی: محمد صلاح؛ زادهٔ ۱۹ ژوئن ۱۹۵۸) بازیکن سابق و مربی فوتبال اهل مصر است.
از باشگاه‌هایی که در آن بازی کرده‌است می‌توان به باشگاه ورزشی زمالک اشاره کرد.